# Amt Itzstedt
La comunità amministrativa di Itzstedt (Amt Itzstedt) si trova nel circondario di Segeberg nello Schleswig-Holstein, in Germania.

## Suddivisione
Comprende 7 comuni:
1. Itzstedt (2 488)
2. Kayhude (1 234)
3. Nahe (2 543)
4. Oering (1 422)
5. Seth (1 912)
6. Sülfeld (3 289)
7. Tangstedt (6 479) (appartenente al circondario di Stormarn)

Il capoluogo è Itzstedt.
(Tra parentesi i dati della popolazione al 31 dicembre 2021)